# Comissió de Serveis Judicials (Kenya)
La Comissió de Serveis Judicials de Kenya (en anglès: Judicial Service Commission o JSC) s'estableix en virtut de l'article 171 de la Constitució de Kenya. La comissió té 11 membres i l'equip inicial va ser nomenat al desembre de 2010.

## Funcions
Les funcions clau del JSC són:
- Recomanar persones al President per al seu nomenament com a jutges.
- Examinar i recomanar les condicions de servei dels jutges i els funcionaris judicials, a part de la seva remuneració i del personal de la judicatura
- Nomenar, rebre queixes, investigar i destituir els secretaris, magistrats, altres funcionaris judicials i altre personal de la judicatura, en la forma prescrita per una llei del Parlament.
- Preparar i executar programes d'educació i capacitació permanent de jutges i funcionaris judicials
- Assessorar el govern nacional per a millorar l'eficiència de l'administració de justícia.

## Composició
De conformitat amb el paràgraf 1 de l'article 171 de la Constitució de Kenya, la Comissió de Serveis Judicials està integrada pels 11 membres següents:
- El President de la Cort Suprema, que serà el president de la Comissió;
- Un jutge del Tribunal Suprem triat pels jutges del Tribunal Suprem;
- Un jutge del Tribunal d'Apel·lació triat pels jutges del Tribunal d'Apel·lació;
- Un jutge del Tribunal Superior i un magistrat, un de sexe femení i un altre de sexe masculí, triats pels membres de l'associació de jutges i magistrats;
- El Fiscal General;
- Dos advocats, una dona i un home, cadascun d'ells amb una experiència mínima de 15 anys, triats pels membres de l'òrgan estatutari encarregat de la regulació professional dels advocats;
- Una persona nomenada per la Comissió d'Administració Pública (Public Service Commission); i
- Una dona i un home per a representar al públic, no sent advocats, nomenats pel President amb l'aprovació de l'Assemblea Nacional.

### Composició actual
La composició actual del JSC és la següent:
| Posició                                                          | Nom                      | Nomenament fet per...                             | L'altre ocupació                         | Predecessor      |
| ---------------------------------------------------------------- | ------------------------ | ------------------------------------------------- | ---------------------------------------- | ---------------- |
| president                                                        | David Maraga             | ex officio                                        | President del Tribunal Suprem            | Willy Mutunga    |
| representant del Tribunal Suprem                                 | Philomena Mwilu          | Jutge/s del Tribunal Suprem                       | Jutge/s del Tribunal Suprem              | Smokin Wanjala   |
| representant del Tribunal d'Apel·lació                           | Mohamed Warsame          | Jutge/s del Tribunal d'Apel·lació                 | Jutge/s del Tribunal d'Apel·lació        |                  |
| representant del Tribunal Superior                               | David Majanja            | l'associació de jutges i magistrat                | Jutge del Tribunal Superior              | Aggrey Muchelule |
| representant dels Magistrats                                     | Emily Ominde             | l'associació de jutges i magistrat                | Cap de la Magistratura                   |                  |
| fiscal General                                                   | Rtd. Paul Kihara Kariuki | ex officio                                        | Fiscal General                           | Githu Muigai     |
| representant de la Comissió d'Administració Pública              | Patrick Gichohi          | Comissió d'Administració Pública                  | -                                        |                  |
| representació del Col·legi d'Advocats (home)                     | Macharia Njeru           | Col·legi d'Advocats                               | Advocat del Tribunal Superior            |                  |
| representació del Col·legi d'Advocats (dona)                     | Mercy Mwara Deche        | Col·legi d'Advocats                               | Advocat del Tribunal Superior            |                  |
| representant als membres del públic (home)                       | Félix Kiptarus           | President amb l'aprovació de l'Assemblea Nacional | -                                        |                  |
| representant als membres del públic (dona)                       | Olive Mugenda            | President amb l'aprovació de l'Assemblea Nacional | -                                        |                  |
| secretària                                                       | Anne Amadi               | -                                                 | Secretària Principal del Poder Judicial, |                  |
| Font: Pàgina web oficial de Judicial Service Commission of Kenya |                          |                                                   |                                          |                  |

## Esdeveniments

### Entrevistes amb el President i el President Adjunt del Tribunal Suprem
Les primeres accions importants dutes a terme per l'acabat de nomenar de JSC van ser les entrevistes públiques per als llocs de President i Vicepresident del Tribunal Suprem al maig de 2011. La Comissió va nomenar als advocats Willy Munyoki Mutunga i Nancy Baraza per als càrrecs de President i President Adjunt del Tribunal Suprem de Kenya, respectivament. Els noms es van remetre al President Mwai Kibaki, qui els va presentar al Parlament després de consultar amb el Primer Ministre Raila Odinga, on van ser aprovats.

### Entrevistes amb el jutge del Tribunal Suprem
La Comissió de Serveis Judicials, va entrevistar 25 sol·licitants i al juny de 2011 va nomenar a 5 jutges per al Tribunal Suprem de Kenya.

### Incident en el Village Market de Baraza-Kerubo
El gener de 2012, la Comissió de Serveis Judicials va formar un subcomitè per a investigar les denúncies que la Presidenta Adjunta del Tribunal Suprem, Nancy Baraza, havia agredit a una guàrdia de seguretat en el centre comercial The Village Market el 31 de desembre de 2011. Posteriorment, la Comissió de Serveis Judicials va recomanar la seva suspensió al President Mwai Kibaki i li va demanar que nomenés un tribunal per a investigar la seva conducta de conformitat amb el paràgraf 4 de l'article 168 de la Constitució. Després de la seva suspensió, una comissió formada per a investigar la seva conducta va recomanar la seva destitució. El 18 d'octubre, Baraza va renunciar després de retirar la seva apel·lació al veredicte del tribunal.

### Contractació del President Adjunt del Tribunal Suprem per a 2012-2013
El lloc vacant de President Adjunt del Tribunal Suprem va ser anunciat per la Comissió (CSJ) el 9 de novembre de 2012. No obstant això, la CSJ va tornar a anunciar-ho perquè no estava satisfeta amb el nombre de sol·licitants. Posteriorment, el lloc va atreure sol·licituds de 17 dones i un home. Els preseleccionats per al lloc van ser:
- Kalpana Rawal - Jutgessa del Tribunal d'Apel·lació
- Raychelle Omamo Awuor - primera dona presidenta del Col·legi d'Advocats de Kenya i ambaixadora de Kenya a França
- Joyce Miguda Majiwa - exdirectora executiva de la FIDA
- Lucy Muthoni Kambuni - exvicepresidenta del Col·legi d'Advocats de Kenya
- Okawa Phoebe Nyawade - un advocat del Tribunal Suprem en la pràctica privada

Els jutges que no van aconseguir entrar en la llista curta van ser Roselyn Nambuye, Fatuma Sichale, Fatuma Sichale, Wanjiru Karanja, Grace Wangui Ngenye, Ruth Sitati, Helen Omondi, Hannah Okwengu i Mary Ang'awa. El 22 de febrer de 2013, la CSJ va anunciar que després de completar les entrevistes havia nomenat a la jutgessa del Tribunal d'Apel·lació Kalpana Rawal. No obstant això, caldrà esperar més temps per als següents passos del procés, ja que l'actual Parlament va completar el seu mandat i el pròxim Parlament serà elegit durant les eleccions generals de març. El nou parlament formarà llavors comitès departamentals, incloent el de Justícia i Assumptes Legals, que examinarà la seva idoneïtat per al càrrec.

## JSC contra Gladys Boss Shollei Saga

### Context
El 17 d'agost de 2013, la JSC, en una reunió celebrada en Mombasa (mentre Gladys Boss Shollei estava de viatge al Canadà), va resoldre iniciar investigacions sobre les queixes i denúncies relatives a qüestions de gestió financera i governança en el Poder Judicial.
La Comissió va demanar a la Secretària Principal del Poder Judicial, Gladys Boss Shollei, que es prengués 14 dies de vacances i va nomenar a la Secretària Principal Adjunta perquè actués en el seu lloc.
Encara que la Secretària Cap va presentar una petició davant el Tribunal Superior amb la finalitat d'impedir que la Comissió adoptés mesures disciplinàries en contra seva, posteriorment va decidir retirar el cas el 30 d'agost de 2013 sense condicions.
El 9 de setembre de 2013, la Comissió de la Magistratura va presentar a la Secretària Principal de la Magistratura (Chief Registrar of the Judiciary o CRJ), Gladys Boss Shollei, 87 denúncies relatives a mala gestió financera i de recursos humans, irregularitats i il·legalitats en les adquisicions i mala conducta. La CRJ va tenir 21 dies per a respondre, i altres 18 dies per a fer presentacions orals a petició seva.

#### Acusacions contra Gladys Boss Shollei
1. Incompetència
2. Mal comportament
3. Violació del codi de conducta prescrit per als funcionaris judicials
4. Violació del capítol 6 i de l'article 232 de la Constitució de Kenya
5. Insubordinació

#### Contra les acusacions contra JSC
1. Shollei va acusar els membres de la JSC de caça de bruixes. Shollei va dir que tenia una difícil relació professional amb l'advocat Ahmednasir Abdullahi, el jutge de la Cort d'Apel·lacions Mohammed Warsame i la cap de la magistratura Emily Ominde.
2. Shollei va acusar els membres del JSC de rebre 128 milions de kwacha en subsidis en nombroses reunions innecessàries del JSC des de 2011 a un ritme de 80.000 kz per sessió.

#### Correus electrònics filtrats del President del Tribunal Suprem - "Estratègia de guerra": El pla de 31 punts"
El 27 de setembre de 2013, el Standard Newspaper va publicar una gran quantitat de correus electrònics entre el Mutunga i l'equip de quatre persones que ha creat com el seu personal personal triat.
D'acord amb els documents, el "pla de guerra" havia d'executar-se en 21 dies a partir del 22 de setembre, culminant l'1 d'octubre quan el Mutunga convocaria una reunió completa de la JSC i pressionaria a la JSC perquè la Shollei fos comiat o suspesa.
El Mutunga mai va negar els correus electrònics sinó que va afirmar que el seu compte de correu electrònic havia estat hackeada.

#### Acomiadament de Gladys Boss Shollei de la seva oficina
El 18 d'octubre de 2013, la JSC es va reunir en el Tribunal Suprem i va resoldre destituir el Secretari Principal del Poder Judicial després de no haver comparegut per a realitzar una defensa oral.